# Martin Mystère - Operazione Dorian Gray
Martin Mystère - Operazione Dorian Gray è un videogioco del 2005 sviluppato da Artematica, con protagonista Martin Mystère, il personaggio dell'omonimo fumetto italiano ideato da Alfredo Castelli con Giancarlo Alessandrini. È un'avventura grafica basata sulla storia I giorni dell'incubo, pubblicata sui numeri 62, 63 e 64 della serie regolare (1987) e disegnata da Giovanni Freghieri su testi di Castelli.
Il gioco sarebbe dovuto uscire anche per Macintosh, PlayStation 2 e Xbox, tutte versione in seguito cancellate.

## Trama
(Slogan del videogioco)
Martin Mystère, appena svegliato, viene avvisato per telefono della morte del noto professor Eulemberg. Recatosi sul luogo dell'omicidio, scopre una busta nascosta all'interno di una cornice nella quale è contenuto un numero di telefono. Chiamandolo, Martin Mystère attiva la spedizione di tre misteriosi pacchi provenienti dal Messico dove si reca per mezzo di un aereo.
In Messico trova la abitazione del professor Uben, un collega del professor Eulemberg, nella quale rinviene una mappa che gli indica il luogo dove sta lo studioso: un tempio azteco. Dopo aver incontrato Uben e appurato che non ne avrebbe ricavato informazioni utili, Mystère torna a New York, nella stanza del delitto dove trova l'indirizzo di un museo e il pass per accedervi. Al museo incontra l'archivista Erika Wallas che possiede un medaglione azteco regalatole da Eulemberg e riesce a farselo donare.
Tornato in Messico, Mystère mostra il monile al professor Uben, assieme al quale accede al tempio tramite un passaggio segreto. All'interno, grazie a un'antica barca di roccia, l'anima di Martin Mystère si separa dal corpo e contatta la moglie Diana chiedendole aiuto. Il giorno seguente Diana, leggendo l'indirizzo del professor Uben su una lavagnetta, si reca in Messico dove, facendo scattare un meccanismo segreto, libera i due uomini dal tempio.
Nel frattempo, in America, i tre pacchi precedentemente ordinati vengono consegnati e Martin Mystère, al loro interno, scopre tre pezzi di una chiave che gli permettono di aprire un passaggio segreto nello studio del professor Eulemberg. Il passaggio conduce ad un seminterrato dove Martin incontra Jenna Hate, una giornalista precedentemente conosciuta, in compagnia di un uomo che lo stordisce.
Al suo risveglio, scopre di essere nel corpo di Alfie, un barbone alcolizzato, e, dopo una serie di eventi passati in compagnia di strane persone, incontra l'assistente di Eulemberg. Recandosi ad un molo, dove Jenna Hate e Mr. Jinx stanno discutendo, ruba la pietra che permette la separazione dell'anima dal corpo da una cassetta di sicurezza e la consegna all'assistente che gli restituisce le sue normali sembianze. Tornato al molo, viene minacciato da Jinx che gli chiede di riconsegnargli la pietra. Martin, però, la getta in acqua ponendo fine al suo piano diabolico.

## Doppiaggio
- Claudio Moneta - Martin Mystère
- Riccardo Rovatti - Agente Robert, Professor Alexander Uben, Barney, Nick Gains e Professor Eulemberg
- Renata Bertolas - Diana Lombard e Jenna Hate
- Claudio Ridolfo - Agente Malcom, Agente Scientifica nº2, Buttafuori e Barista
- Donatella Fanfani - Rosalita, Erika Wallace e Angie
- Gianni Quillico -  Alfredo Castelli, Alfie, Malocchio e Mr. Jinx
- Luca Sandri - Carrozziere, Agente Scientifica nº1, Pedro e Feng

## Accoglienza
Vinse il premio Alta Qualità per l'Infanzia "Il Grillo" 2005

## Titoli internazionali
- Germania: Adam Quatermain
- Stati Uniti d'America: Crime Stories: From the Files of Martin Mystere
- Francia: Martin Mystère: Operation Dorian Gray
- Regno Unito: Martin Mystère: Operation Dorian Gray
- Russia: Мартин Мактайн: операция "Дориан Грей"